# Samuel Gringauz

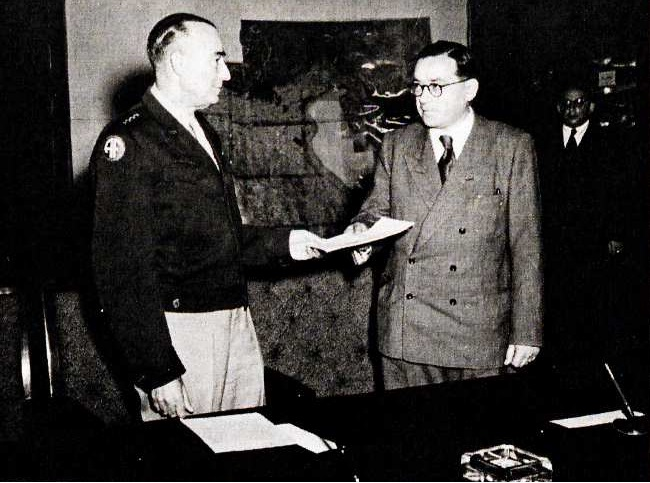
General Joseph T. McNarney und Samuel Gringauz (1946)

Samuel Gringauz, später auch Greengous (geboren 11. Februar 1900 in Tilsit (Ostpreußen); gestorben 14. August 1975 in Los Angeles) war ein deutsch-litauisch-US-amerikanischer Ökonom und in der unmittelbaren Nachkriegszeit gewählter Vertreter der jüdischen Displaced Persons in der Amerikanischen Besatzungszone in Deutschland.

## Leben
Samuel Gringauz studierte Philosophie, Jura und Nationalökonomie in Deutschland, Frankreich, Italien und Russland und wurde 1928 an der Universität Bern mit einer Dissertation über den Ökonomen Michail Tugan-Baranowski promoviert. Bis 1939 arbeitete er als Jurist in Memel (Klaipėda), welches 1923 mit dem Memelland von Litauen okkupiert worden war.
Nach dem deutschen Vormarsch in die Sowjetunion 1941 wurde er als Jude im Zwangsghetto Kaunas inhaftiert. Bei der Auflösung des Ghettos wurde er 1944 in einer größeren Gruppe in das Konzentrationslager Dachau deportiert und leistete Zwangsarbeit in einem der Lager des KZ-Außenlagerkomplexes Kaufering in Kaufering.
Nach der Befreiung des Konzentrationslagers wurde Gringauz in der jüdischen Selbsthilfe aktiv, die sich um die vitalen Interessen der jüdischen Displaced Persons kümmerte. Im DP-Lager Landsberg wurde im Oktober 1945 von der Besatzungsmacht die Wahl einer Lagervertretung angesetzt, bei der die von Gringauz geführte Gruppierung „Ichud“ stärkste Kraft wurde, und er wurde zum Vorsitzenden der siebenköpfigen Lagervertretung gewählt. Das Lager hatte zeitweise 5000 Bewohner, wegen des Zustroms wurde dann eine Dependance in Föhrenwald eingerichtet. Als Jurist übernahm er die Strafverteidigung der Anführer des „Landsberger Lager-Aufstandes“ von 1946.
Im DP-Lager Landsberg wurde ab dem 8. Oktober 1945 in jiddischer Sprache die „Landsberger Lager-Cajtung“ herausgegeben, die ein Jahr später in „Jidisze Cajtung“  umbenannt wurde und in Höchstzeiten eine Auflage von 15.000 Exemplaren erreichte. Redakteur wurde zunächst Rudolf Valsonok, der allerdings bald an den Nachwirkungen seiner KZ-Haft starb, so dass Baruch Hermannowicz und Gringauz die Redaktion der „Lager-Cajtung“ übernahmen.
Die Vertreter der jüdischen Lagerinsassen der verschiedenen DP-Lager in der amerikanischen Zone kamen erstmals am 1. Juli 1945 im DP-Lager in Feldafing zusammen. Dabei wurde das Zentralkomitee der befreiten Juden in Bayern gegründet, das die Interessen gegenüber der Besatzungsverwaltung vertreten sollte. Zwar zögerte sich die Anerkennung durch die US-Army hinaus, es wurden aber am 11. Juli 1945 provisorische Büroräume im Deutschen Museum in München bezogen. Als Präsident des Zentralkomitees der befreiten Juden in der US-Zone wurde im Januar 1946 der Arzt
Zalman Grinberg gewählt, als dessen Nachfolger Dawid Treger, Gringauz wurde in der für das Tagesgeschäft wichtigeren Funktion zum Vorsitzenden des Rates beim Zentralkomitee. Gringauz war Teilnehmer auf dem Ersten Kongress der befreiten Juden in der US-Zone am 27. Januar 1946 im Münchener Rathaus. Gringauz gelang es, dass die Amerikanische Besatzungsmacht das Zentralkomitee im September 1946 als Verhandlungspartner formell anerkannte. Damit war das Zentralkomitee die einzige offiziell anerkannte Interessenvertretung unter den unterschiedlichen Flüchtlingsgruppen in der Amerikanischen Besatzungszone.
Gringauz emigrierte im Jahr 1948 in die USA und arbeitete in New York bei der Jewish Restitution Successor Organization und deren Nachfolgerin Jewish Claims Conference. Er betreute als Sachbearbeiter gemeinsam mit Hans Erich Fabian, dem früheren Vorsitzenden der Jüdischen Gemeinde zu Berlin, mehrere Tausend Fälle in der Entschädigungs- und Rückerstattungsabteilung der United Restitution Organization (URO) beim Dachverband American Federation of Jews from Central Europe.
Er publizierte in der Zeitschrift Jewish Social Studies mehrere Aufsätze über die soziologische Struktur der Schtetl und der Zwangsghettos in der Zeit der deutschen Besetzung. Gringauz äußerte sich kritisch über die zeitgenössische Erinnerungsliteratur, die er als „judeocentric, lococentric und egocentric“ sah: „...most of the memoirs and reports are full of preposterous verbosity, graphomanic exaggeration, dramatic effects, overestimated self-inflation, dilettante philosophizing, would-be lyricism, unchecked rumors, bias, partisan attacks and apologies“. Andererseits wurden Gringauz' soziologische Studien aus dem Jahr 1950 sechzig Jahre später von Christoph Dieckmann (Deutsche Besatzungspolitik in Litauen 1941–1944) als historische Quellen zitiert.

## Schriften (Auswahl)
- M. J. Tugan Baranowsky und seine Stellung in der theoretischen Nationalökonomie. Kaunas : Deutsche Buchhandlung, 1928; Riga : Salamandra, 1928.  Bern, Univ., Jurist. Fak., Diss. ca. 1928
- Allied victory and Jewish people : (speech made on the solemn victory meeting of the former Jewish political prisonners in Landsberg Caserne on 24. August 1945). Landsberg am Lech : Landsberger Verlagsanstalt M. Neumeyer, 1945, Nachweis bei Leo Baeck Institute
- Die Zukunft der jüdischen Kultur. In: Jüdische Rundschau, Mai/Juni 1946, 22–24
- Über die Aufgabe der europäischen Judenreste. In: Jüdische Rundschau, Juli 1946, S. 5–7
- ORT: Geschichte, Programm, Leistung. In: Jüdische Rundschau, Juni 1947
- Jewish Destiny as the DP’s See It. In: Commentary, 4, Dezember 1947
- Chancen des neuen deutschen Antisemitismus : Die Stellungnahme Kurt Schumachers und der Standpunkt der befreiten Juden in Deutschland. In: Aufbau, 31. Oktober 1947, S. 3
- Our New German Policy and the DP’s. Why Immediate Resettlement is Imperative. In: Commentary, 5, 1948, S. 508–514
- Churbn Kovne. In: Fun letstn Churbn, Heft 7 1948, S. 6–29; Heft 8, S. 27–38 (Die Zerstörung Kownos, jiddisch)
- The Ghetto as an Experiment of Jewish Social Organization. In: Jewish Social Studies, 1949, S. 3–20
- Some Methodological Problems in the Study of the Ghetto. In: Jewish Social Studies, 1950, S. 65–72
- On the Horizon: Anti-Semitism in Socialism. In: Commentary, 4, 1950
- Jewish National Autonomy in Lithuania (1918–1925). In: Jewish Social Studies, 1952, S. 225–246

Nachdrucke
- The Jewish National Autonomy in Lithuania, Latvia and Estonia. In: Gregor Aronson, Jacob Frumkin, Alexis Goldenweiser, Joseph Lewitan: Russian Jewry 1917–1967. Yoseloff, New York 1969,  ISBN 978-0-498-06956-7, S. 58–71.
- The Death of Jewish Kaunas (Kovno). In: Gregor Aronson, Jacob Frumkin, Alexis Goldenweiser, Joseph Lewitan (Hrsg.): Russian Jewry 1917–1967. Yoseloff, New York 1969, ISBN 978-0-498-06956-7, S. 157–170.
- Jewish Pogroms in the Ukraine and Byelorussia (1918–1920). In: Gregor Aronson, Jacob Frumkin, Alexis Goldenweiser, Joseph Lewitan (Hrsg.): Russian Jewry 1917–1967. Yoseloff, New York 1969, ISBN 978-0-498-06956-7.
- Das Jahr der großen Enttäuschungen : 5706 in der Geschichte des jüdischen Volkes. In: Babylon, (1989) 5, ISBN 978-3-8015-0231-7, S. 73–81.
- Jewish Destiny as the DP’s See It: The Ideology of the Surviving Remnant. In: Ian S. Lustick (Hrsg.): Triumph and catastrophe : the war of 1948, Israel independence, and the refugee problem. Garland, New York 1994, ISBN 0-8153-1582-1.